# نابودگر (فرنچایز)
نابودگر (به انگلیسی: Terminator، ترمیناتور) یک فرنچایز چندرسانه‌ای شامل چند فیلم اکشن علمی-تخیلی خلق‌شده توسط جیمز کامرون و گیل آن هارد است که اولین فیلم آن در ۱۹۸۴ و فیلم ششم آن در ۲۰۱۹ اکران شد. این فرنچایز همچنین شامل چند رمان، مجله مصور، بازی ویدئویی، سریال تلویزیونی، دو مجموعه اینترنتی، و یک فیلم کوتاه نیز می‌شود.
دو فیلم اول آن با نظر بسیار مثبت منتقدان و مخاطب رو به رو شد اما بقیهٔ فیلم‌های این مجموعه با نظر متوسط یا پایین توسط منتقدان و مخاطب رو به رو شده‌اند.
شخصیت نابودگر از شخصیت‌های اصلی این مجموعه فیلم است که در تمامی فیلم‌های مجموعه حضور داشته و در تمامی فیلم‌ها (به غیر از رستگاری نابودگر) توسط آرنولد شوارتزنگر ایفا شده‌است.
دیالوگ برمی‌گردم و هاستا لا ویستا، بیبی از دیالوگ‌های معروف این مجموعه هستند.
داستان این مجموعه مربوط به جنگی است که در آینده بین انسان (نیروی مقاومت به رهبری جان کانر) و ماشین (اسکای نت) اتفاق می‌افتد.
فیلم‌های یک تا چهار این مجموعه توسط مؤسسه قرن ۲۱ به فارسی دوبله و طی سال‌های گوناگون بر روی VHS، ویدئو سی‌دی (VCD)، و در نهایت DVD در ایران پخش شدند.

## فیلم‌ها
- نابودگر به کارگردانی جیمز کامرون محصول ۱۹۸۴
- نابودگر ۲: روز داوری به کارگردانی جیمز کامرون محصول ۱۹۹۱
- نابودگر ۳: خیزش ماشین‌ها به کارگردانی جاناتان موستو محصول ۲۰۰۳
- نابودگر: رستگاری به کارگردانی جوزف مک‌گینتی نیکول محصول ۲۰۰۹
- نابودگر: جنسیس به کارگردانی آلن تیلور محصول ۲۰۱۵
- نابودگر: سرنوشت تاریک به کارگردانی تیم میلر محصول ۲۰۱۹

## سریال تلویزیونی
- نابودگر: ماجراهای سارا کانر که در سال‌های ۲۰۰۸ و ۲۰۰۹ در دو فصل از شبکه فاکس پخش شده‌است.

## مجموعه اینترنتی
- رستگاری نابودگر: سری ماچینیما در ۱ فصل ۶ قسمتی در ماچینیما
- نابودگر جنسیس: تواریخ یوتیوب در ۱ فصل ۳ قسمتی در یوتیوب

## فروش فیلم‌ها
| #۱٬۳۶۸ |

| $816.4 million |
| -------------- |

## بازیگران
| شخصیت‌ها           | فیلم‌ها           | فیلم‌ها                      | فیلم‌ها                         | فیلم‌ها                 | فیلم‌ها                 | فیلم‌ها                       | فیلم                        | سریال                           |
| شخصیت‌ها           | نابودگر (۱۹۸۴)   | نابودگر ۲: روز داوری (۱۹۹۱) | نابودگر ۳: خیزش ماشین‌ها (۲۰۰۳) | رستگاری نابودگر (۲۰۰۹) | نابودگر: پیدایش (۲۰۱۵) | نابودگر: سرنوشت تاریک (۲۰۱۹) | تی۲سه بعدی نبرد درمیان زمان | نابودگر: داستان زندگی سارا کانر |
| ----------------- | ---------------- | --------------------------- | ------------------------------ | ---------------------- | ---------------------- | ---------------------------- | --------------------------- | ------------------------------- |
| نابودگر           | آرنولد شوارتزنگر | آرنولد شوارتزنگر            | آرنولد شوارتزنگر               | رولاند کیکینگر         | آرنولد شوارتزنگر       | آرنولد شوارتزنگر             | آرنولد شوارتزنگر            | سامر گلایو \| گرت دیلاهانت      |
| نابودگر جوان      | -                | -                           | -                              | -                      | برت آذر                | برت آذر                      | -                           | -                               |
| جان کانر          | -                | ادوارد فرلانگ               | نیک استال                      | کریستین بیل            | جیسون کلارک            | ادوارد فرلانگ                | ادوارد فرلانگ               | توماس دکر                       |
| جان کانر جوان     | -                | -                           | -                              | -                      | -                      | جود کالی                     | -                           | -                               |
| سارا کانر         | لیندا همیلتون    | لیندا همیلتون               | -                              | لیندا همیلتون (صدا)    | امیلیا کلارک           | لیندا همیلتون                | لیندا همیلتون               | لنا هیدی                        |
| کایل ریس          | مایکل بین        | مایکل بین                   | -                              | آنتون یلچین            | جای کورتنی             | -                            | مایکل بین                   | جاناتان جکسون                   |
| دکتر پیتر سیلبرمن | ارل بوئن         | ارل بوئن                    | ارل بوئن                       | -                      | -                      | ارل بوئن                     | ارل بوئن                    | دیوید پیترسون                   |
| دکتر مایلز دایسون | -                | جو مورتون                   | -                              | -                      | کورتنی بی. ونس         | -                            | -                           | -                               |
| تاریسا دایسون     | -                | اپافا مرکرسون               | -                              | -                      | -                      | -                            | -                           | -                               |
| اسکای نت          | -                | -                           | -                              | هلنا بونهام کارتر      | مت اسمیت               | -                            | -                           | -                               |
| نابودگر تی-۱۰۰۰   | -                | رابرت پاتریک                | -                              | -                      | لی بیونگ-هان           | -                            | رابرت پاتریک                | شرلی منسون                      |
| نابودگر تی-ایکس   | -                | -                           | کریستینا لوکن                  | -                      | -                      | -                            | -                           | -                               |
| کیت بروستر        | -                | -                           | کلیر دینز                      | برایس دالاس هاوارد     | -                      | -                            | -                           | -                               |
| نابودگر تی-۳۰۰۰   | -                | -                           | -                              | -                      | جیسون کلارک            | -                            | -                           | -                               |
| نابودگر رو-۹      | -                | -                           | -                              | -                      | -                      | گابریل لونا                  | -                           | -                               |
| گریس              | -                | -                           | -                              | -                      | -                      | مک کنزی دیویس                | -                           | -                               |
| دنیلا راموس       | -                | -                           | -                              | -                      | -                      | ناتالیا ریس                  | -                           | -                               |

## موسیقی متن

### آهنگ‌سازان
- برد فیدل (نابودگر، نابودگر ۲: روز داوری)
- مارکو بلترامی (نابودگر ۳: خیزش ماشین‌ها)
- دنی الفمن (رستگاری نابودگر)
- لورن بالفه (نابودگر: جنسیس)
- جانکی ایکس ال (نابودگر: سرنوشت تاریک)

## پروژه‌های کنسل‌شده

### سه‌گانه رستگاری نابودگر
قرار بود رستگاری نابودگر اولین فیلم از یک سه‌گانه جدید باشد اما با وجود طرح داستانی جدید در این سری و همین‌طور بازیگران خوب، نتوانست نظر مخاطب و منتقدان را به خوبی جلب کند و سرانجام این پروژه کنسل شد.

### سه‌گانه نابودگر جنسیس
دومین تلاش برای سه‌گانه جدید نیز نابودگر جنسیس بود که نتوانست نظر مخاطب و منتقدان را به خوبی جلب کند و همچنین طرح داستان که تاحدودی گیج‌کننده بود به انتقاد گرفته شد و این پروژه نیز کنسل شد.

### سریال تلویزیونی متصل به نابودگر جنسیس
پروژه سریال مربوط به نابودگر جنسیس نیز یکی از پروژه‌های کنسل‌شده این مجموعه به‌شمار می‌رود.

### سه‌گانه نابودگر سرنوشت تاریک
سومین تلاش برای یک سه‌گانه جدید نابودگر نیز نابودگر سرنوشت تاریک بود که با وجود جیمز کامرون به عنوان تهیه‌کننده و یکی از نویسندگان، این فیلم به علت طرح داستان تکراری و روایت داستان مورد انتقاد قرار گرفت و به علاوه به خاطر شکست تجاری فیلم، این پروژه هم کنسل شد.